# Flor Azul
Flor Azul är en ort i Mexiko.   Den ligger i kommunen Ahome och delstaten Sinaloa, i den västra delen av landet, 1 200 km nordväst om huvudstaden Mexico City. Flor Azul ligger 18 meter över havet och antalet invånare är 1 446.
Terrängen runt Flor Azul är mycket platt. Runt Flor Azul är det ganska tätbefolkat, med 80 invånare per kvadratkilometer. Närmaste större samhälle är Los Mochis, 8,6 km söder om Flor Azul. Trakten runt Flor Azul består till största delen av jordbruksmark.